# کروموزیلوگرافی

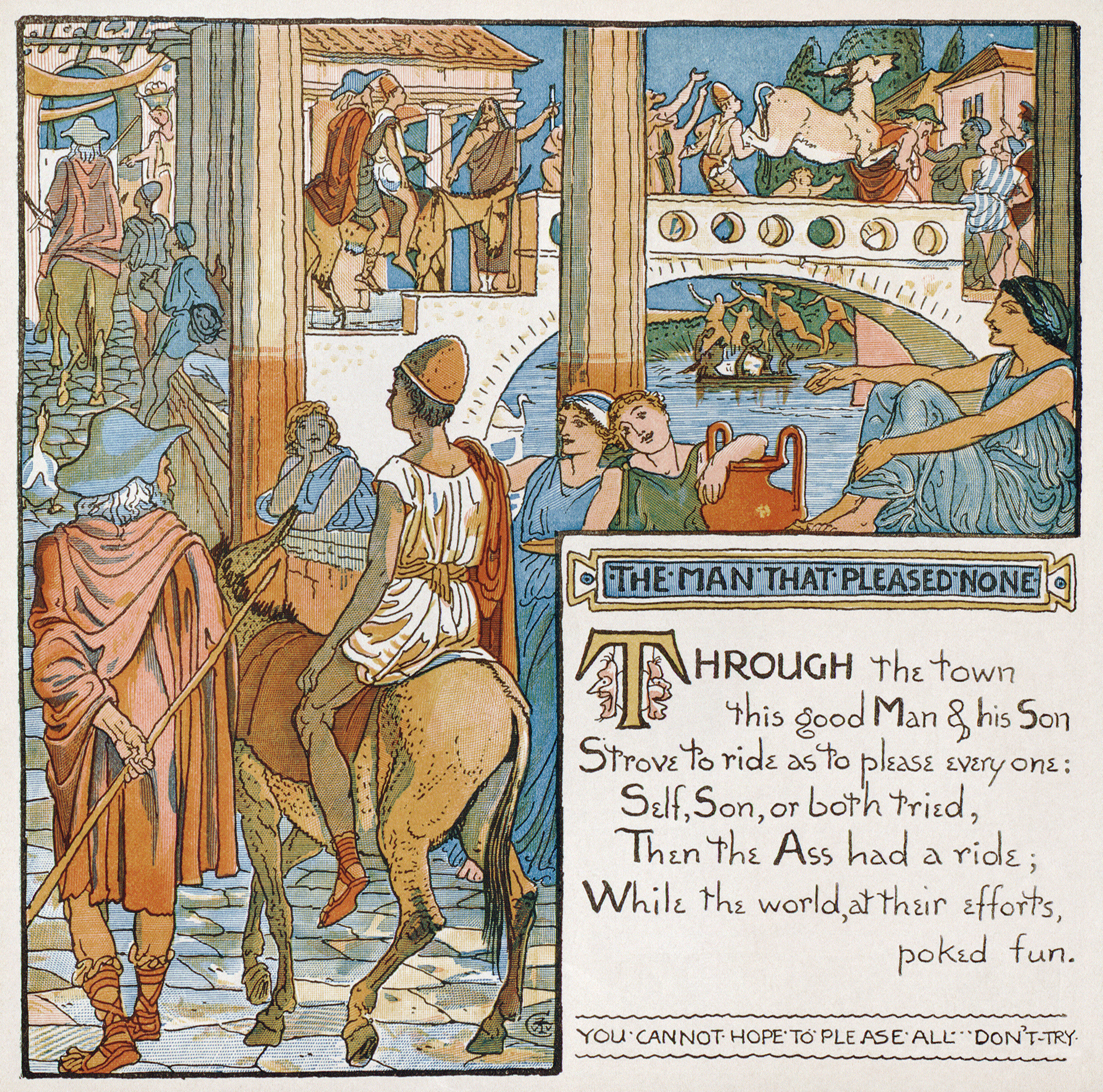
طراحی و چاپ به روش تکنیک کروموزیلوگرافی

کروموزیلوگرافی (انگلیسی: Chromoxylography) یک شیوهٔ منبت کاری رنگی بر روی چوب کروم یا براق می‌باشد، این روش یک تکنیک محبوب از اواسط قرن نوزدهم تا اوایل قرن بیستم بود، معمولاً برای تولید تصاویر در کتاب‌های مصور از جمله کتاب‌های کودک، مجلات پالپ سریال و پوشش هنری برای کتاب‌های پشت زرد کاربرد داشت، در قرن نوزدهم هنر حکاکی و منبت کاری بر روی چوب کروم توسط دستگاه‌های حکاکی و چاپ دستی کامل شد، به ویژه در انگلستان و توسط قلم زن و چاپگر مشهور دورهٔ هنر ویکتوریا یعنی ادموند ایوانز طیف گسترده‌ای از رنگ و سایه توسط مخلوط کردن اصولی رنگ‌ها به دست آمد.
کروموزیلوگرافی یک تکنیک پیچیده بود که نیاز به حکاکی ظریف و چاپ کم نقض برای حصول نتایج خوب و مطلوب داشت، تا قبل از آن چاپ رنگی برای روزنامه‌ها و مجلات پالپ مقرون به صرفه نبود و بسیار هزینه بر بود و تنها بعد از ابداع شیوهٔ کروموزیلوگرافی بود که پای عکس‌های رنگی به روزنامه‌ها و مجلات و همچنین کتاب‌ها باز گردید، برای چاپ به وسیلهٔ کروموزیلوگرافی بسته به اهمیت طرح از حداقل سه بلوک رنگ تا یک دوجین و حتی بیشتر استفاده می‌شد.

## روش‌ها و کاربرد

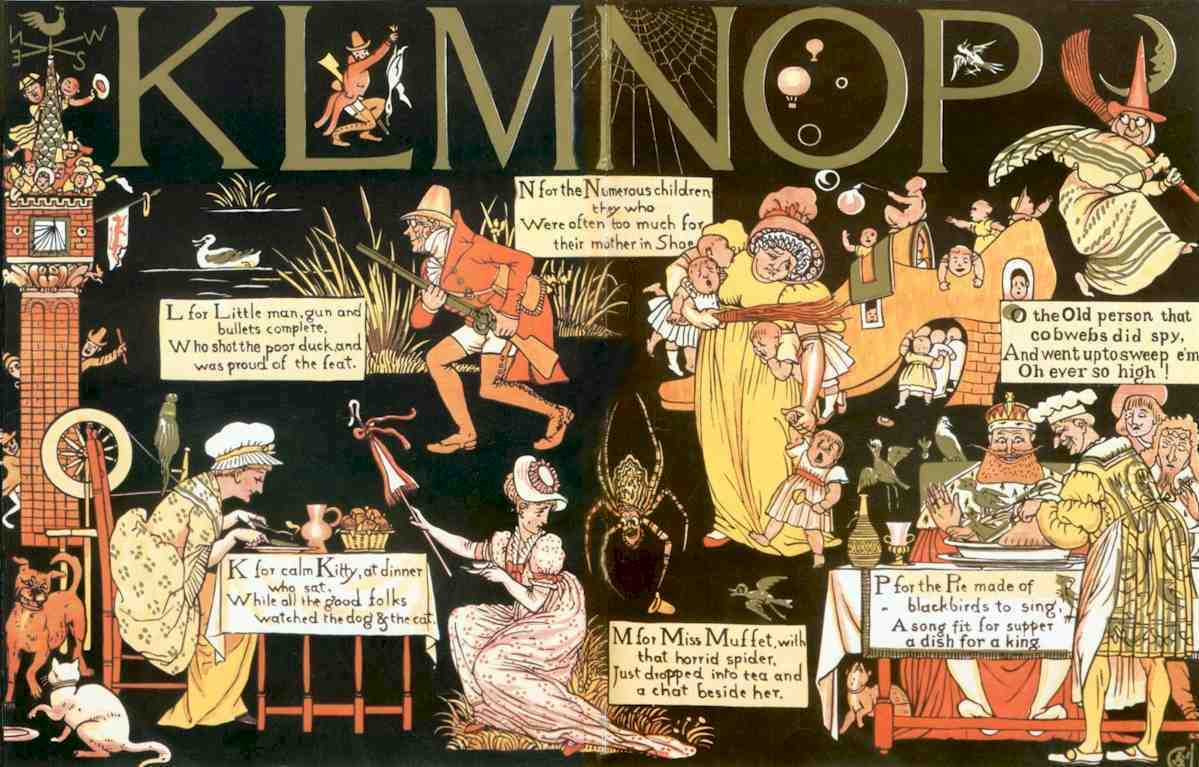
کروموزیلوگرافی اشراف انگلستان

این شیوه از طراحی که بانی آن ادموند ایوانز بود انقلاب بزرگی در زمینهٔ چاپ و نشر به دنبال داشت و باعث ایجاد نگرشی جدید از جانب نویسندگان و ناشران در جهت ارائهٔ آثار پر بارتری گردید، ایوانز که در ابتدا شاگرد ساموئل بنتلی بود، کار خود را با قلم زنی و حکاکی بر روی چوب آغاز کرد که پیش زمینهٔ ابداع تکنیک کروموزیلوگرافی بود، او پشتکار قابل ملاحظه‌ای داشت و به واسطهٔ همین پشتکار پیشرفت شایان و سریعی به دست آورد. علاقه و ترقی ایوانز به مصور سازی باعث شد تا استادش بنتلی، او را به یک طراح حرفه‌ای تر و مشهور به نام ابنزر لاندلس معرفی کند و همین امر باعث رویکرد جدیدی در زندگی ایوانز گردید.

## طراحان و کتاب‌ها

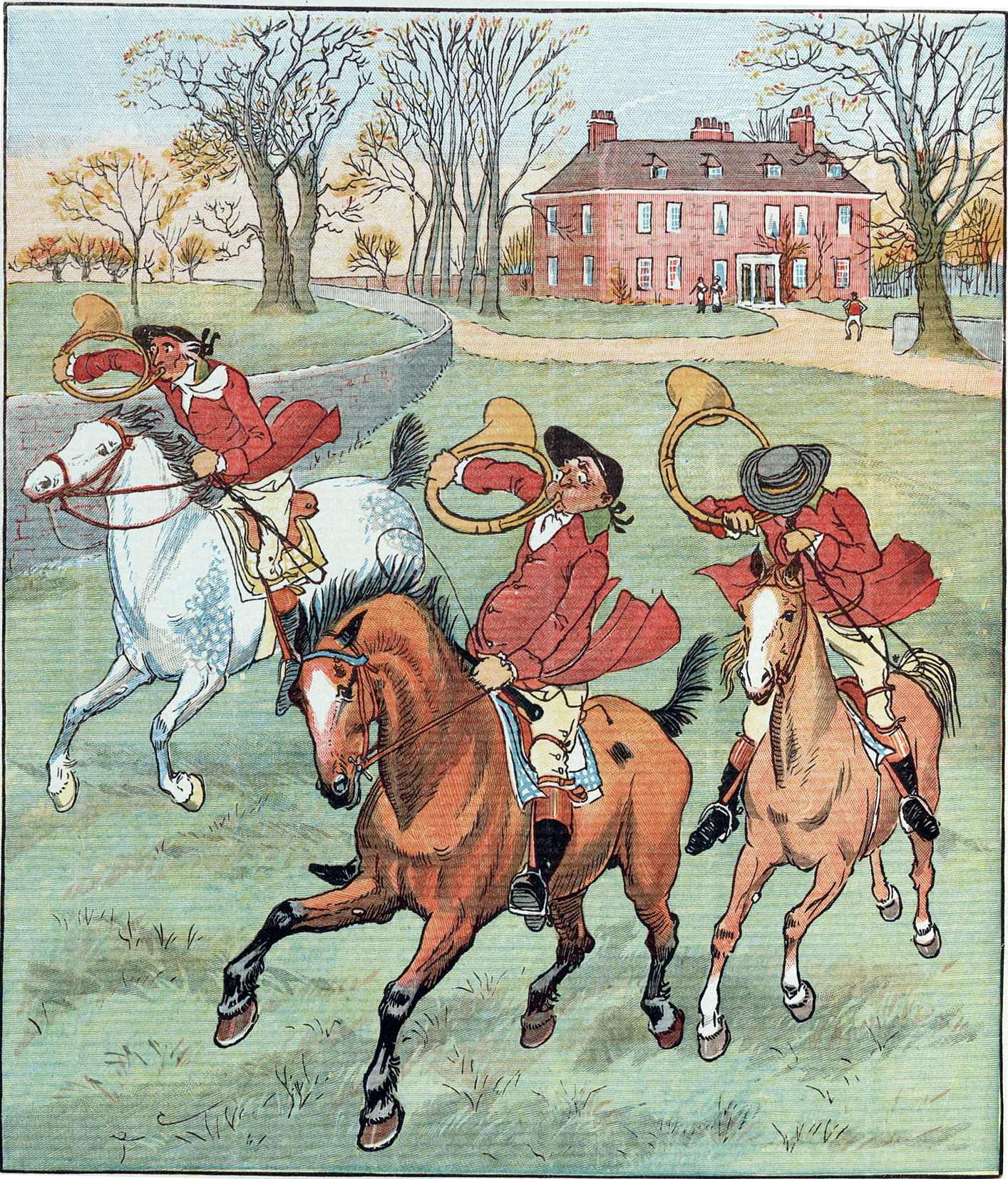
سه شکارچی عیاش

کارهای ایوانز در جهت گسترش تکنیک مصور سازی، طراحان کتاب و مجلات آن زمان را تحت تأثیر عمیق قرار داد، طراحانی از جمله راندولف کالدکوت، والتر کران و کیت گریناوی که معاصر ایوانز بودند، با ابداع این شیوهٔ مصور سازی جدید توسط ایوانز، کتاب‌های طراحان یادشده رنگ و روحی تازه گرفت، تا پیش از ابداع این تکنیک، طراحی این هنرمندان زیبا اما تا حدودی به دلیل مشکلات ترکیب مناسب رنگ و چاپ اصطلاحاً بی‌روح بود، چاپ با تکنیک کروموزیلوگرافی باعث شد که چهره و دست شخصیت‌های طراحان رنگ و لعاب دیگری به خود بگیرد،
عمده تأثیر این تکنیک در کتاب‌های شعر کودکان به خوبی نمایان است، بارزترین مثال در این زمینه کتاب لالایی و شعر مشهور به این خانه‌ای است که جک ساخت می‌باشد  و همینطور اثر مشهور دیگر برای کودکان با نام سه شکارچی عیاش که با طراحی کالدکوت و چاپ با تکنیک کروموزیلوگرافی متحول گشت تا پیش از کشف تکنیک ایوانز دست طراحان تا حدودی برای ارائۀ کار سریع و ارزان قیمت بسته بود،اگر تا آن زمان برای اغلب طرح‌ها نهایتاً ۳ بلوک رنگ استفاده می‌شد با روش جدید می‌شد که رنگ‌ها را به حدود ۱۰ رنگ افزایش داد

## نگارخانه

## واژگان
1. ↑  yellow-backs
2. ↑  Victorian era
3. ↑  Samuel Bentley
4. ↑  Ebenezer Landells
5. ↑  Randolph Caldecott
6. ↑  Walter Crane
7. ↑  Kate Greenaway
8. ↑  This Is the House That Jack Built
9. ↑  The Three Jovial Huntsmen